# Jo-Jotte
Jo-Jotte är ett kortspel som konstruerades på 1930-talet av den amerikanske bridgeexperten Ely Culbertson. Avsikten var att skapa ett spel för två deltagare som skulle bli lika intellektuellt utmanande som kontraktsbridge.
Spelet, som namngavs efter Culbertsons hustru Josephine, kan beskrivas som en form av kortspelet kalabrias med tillägg av bridgens poängräkningssystem. Trots konstruktörens goda intentioner blev spelet inte någon succé. 